# Opstandelsen
Opstandelsen är en fresk av Unionsmästaren från första hälften av 1400-talet, som är en utsmyckning i Undløse kyrka på Själland i Danmark.
Unionsmästaren har utfört en serie målningar i taket i Undløse kyrka. Kyrkorummet har två takvalv, var och en med fyra fält med välbevarade kalkmålningar av honom. Det ena valvet har motiv som anknyter till Jesu födelse och legenden om kyrkans skyddspatron Sankt Laurentius, medan det andra valvet över altaret har motiv som anknyter till Jesu uppståndelse, Kristi Himmelsfärd, pingsten och domedagen. 
Opstandelsen finns i ett trekantigt fält, som är en del av takvalvbågen. I mitten av målningen står Jesus, som är lättigenkännlig genom glorian på huvudet. Han är på väg upp ur den sarkofag, som han – inte helt i överensstämmelse med vad som sägs i evangelierna – har legat i. Hålen från spikarna på händerna, där han varit fastspikad på korset, syns, och också såret i hans sida efter nedtagningen från korset. Runt sarkofagen står fyra romerska soldater och betraktar händelsen med förundran. Jesus har en färgrik klädnad på sig, och hans hår en gyllene färg. Hans huvud pekar upp mot spetsen av det trekantiga fältet, som är smyckat med blomrankor, vilka kanske ska illustrera den Helige Ande, som är på väg att hämta Jesus upp till sin Fader.  
Nere till vänster syns en person med ett spänt armborst pekande direkt ned på menigheten, medan det till höger syns en annan lätt framåtböjd person med en kanna och ett krus, som också han ser ned på menigheten. 
Målningen ingår i Danmarks kulturkanon.